# David W. Panuelo
David W. Panuelo (ur. 13 kwietnia 1964) – mikronezyjski polityk i politolog, prezydent Mikronezji od 11 maja 2019 roku do 11 maja 2023.

## Życiorys
W 1987 ukończył studia politologiczne na Eastern Oregon University. Pracował m.in. jako specjalista ds. amerykańskich w ministerstwie sprawiedliwości. W 2011 i 2015 był wybierany do parlamentu, był m.in. szefem komisji ds. zasobów i rozwoju. W marcu 2019 uzyskał reelekcję, pokonując w okręgu Pohnpei dotychczasowego prezydenta Petera Christiana różnicą 59 głosów, a 11 maja zastąpił go na fotelu głowy państwa. Jego kadencja dobiegła końca 11 maja 2023.